# Brickfilm
A brickfilm (Magyarországon Legófilmként is említik) az utóbbi években terjedő animációs filmtechnika, amely LEGO játékelemek animációjából indul ki. Az ilyen filmek többnyire stop motion technikával készülnek. A kész animációt aztán zenével, szinkronnal és CGI-vel teszik még élvezetesebbé. Elterjedésükben döntő szerepet játszik a YouTube videómegosztó portál.

## A név eredete
- A brickfilm utal a LEGO építőjáték alapelemére, a téglatestre (brick). A Magyarországon terjedőben levő Legófilm elnevezés jogtisztasága kétséges, mivel a LEGO  védjegyet fajtanévként használja.

## Külföldön
A YouTube ismertté válásával párhuzamosan egyre népszerűbb mind professzionális, mind amatőr filmesek körében  ismert filmek (pl. Monty Python: Gyalog galopp) valamely híres jelenetének filmre vitele, Lego játékelemekből álló  díszletek és szereplők segítségével. A világ első ismert brickfilm-ét 1980 és 1989 között készítette az ausztrál Lindsay Fleay "The Magic Portal" (A varázslatos átjáró) címmel 16 mm-es filmre. Azért is különleges, mert nem csak hagyományos stop motion animáció (bábokról képkockánként rögzített animáció) jelenik meg benne, hanem pixilláció (élő szereplők, színészek képkockánként felvett mozdulataiból kialakított animációs technika). A brickfilmek sikere inspirálta a LEGO játékok gyártó cégét egy Lego Studios sorozat kiadására, amelyhez video-vágó szoftver és PC-s kamera tartozik. Fontos megjegyezni, hogy az efféle brickfilm-ek nem kizárólag a fiatalabbak munkái, szívesen alkot példaképp Nathan Wells (OneBrickStudios), aki 22 éves egyetemista létére évekig készítette a kivételesen jó minőségű brick filmeket, melyek megtekinthetők a Youtube-on. David Pagano (Paganomation) is folyamatosan feltölti a LegoClub TV-nek készült szintén felülmúlhatatlan munkáit.

## Magyarországon
- Hazánkban e filmtechnikában ismert alkotók Szabó Márton (Supermedia Pictures) és Reich Dominik (Legocam stúdió). Ők ketten hoztak létre egy magyar nyelvű kifejezetten brickfilm-ekkel, valamint LEGO termékekkel foglalkozó weboldalt, a Legoparkot (legopark.gportal.hu), amely 2009 vége felé indult, és azóta több mint 30 ezer látogatással büszkélkedhet.
- 2020-ban indult egy YouTube-csatorna LEGO Brickfilm Makers néven, ezen a csatornán magyar gyerekek készítik a LEGO brickfilmeket.